# Amilosa
L'amilosa és un polímer lineal de D-glucopiranosa connectada principalment per enllaços glicosídics α 1-4. Pot constar d'uns quants milers d'unitats de glucosa la unitat repetitiva del qual és l'α-maltosa. És un dels dos components de midó conjuntament amb l'amilopectina.
Els enllaços α 1-4 promouen la formació d'una estructura secundària en forma d'hèlix. El nombre de nombroses subunitats de glucosa (n) poden ser molts milers (normalment entre 300 a 3.000 subunitats).
El midó d'amilosa té una menor rapidesa en la digestió que l'amilopectina; tanmateix, suposa un menor espai ocupat, per això es prefereix per a l'emmagatzematge en plantes: així, el voltant d'un 30% del midó emmagatzemat en plantes és en forma d'amilosa. L'amilasa d'enzims digestiva funciona en els extrems de la molècula de midó, descomponent-lo a monosacàrids.
L'amilosa adquireix espontàniament una conformació tridimensional helicoidal, en la qual cada volta d'hèlix consta de sis molècules de glucosa. L'interior de l'hèlix conté només àtoms d'hidrogen, i és, per tant, lipofílic, mentre que els grups hidroxil estan situats en l'exterior de l'hèlix.
La majoria dels midons contenen entre un 10% i un 25% d'amilosa. Els dos tipus de midons del blat de moro rics en amilosa que existeixen comercialment tenen continguts aparents de massa al voltant del 52% i del 70-75%.
Les molècules de iode encaixen perfectament dins de l'estructura helicoidal de l'amilosa, unint-se amb el polímer de midó que absorbeix certes longituds d'ona conegudes de llum. Per això, una prova comuna per a detectar midó és impregnar la mostra amb una petita quantitat de solució de iode. En presència d'amilosa, s'observarà un color blau fosc. La intensitat del color es pot provar amb un colorímetre, utilitzant un filtre vermell per discernir la concentració de midó present en la solució.
Les varietats d'arròs amb grans quantitats d'amilosa tenen una càrrega glicèmica molt més baixa, essent beneficiós per al diabètic.